# Løken Pond
Der Løken Pond ist ein Tümpel auf der Thatcher-Halbinsel an der Nordküste Südgeorgiens im Südatlantik. Er liegt östlich der Burnet Cove am Ostufer der Bucht Maiviken.
Das UK Antarctic Place-Names Committee benannte ihn 1991 nach dem lutherischen Geistlichen Kristen Løken (1885–1975) aus dem norwegischen Lillehammer, dem ersten Pastor Südgeorgiens, der von 1912 bis 1914 in Grytviken tätig war und dort den Bau der örtlichen Kirche beaufsichtigt hatte.